# New (canção)
New é uma canção new wave da banda norte-americana No Doubt, escrita por Tom Dumont e Gwen Stefani para a trilha sonora do filme Vamos Nessa! (1999) e posteriormente incorporada ao terceiro álbum da banda, Return Of Saturn (2000). A canção fala sobre a relação de Gwen Stefani e o vocalista do Bush, Gavin Rossdale, que casaram em 2002. 
New não entrou na Billboard Hot 100, mas chegou à sétimo lugar no Modern Rock Tracks, e conseguiu um top 30 no Reino Unido. A música está disponível como uma faixa da série de videogames Rock Band e Guitar Hero. É o primeiro single como quarteto, após a saída do tecladista original Eric Stefani em 1994, e o primeiro single da banda desde o álbum "Tragic Kingdom" (1995).

## Videoclipe
No videoclipe da música, dirigido por Jake Scott, cada membro da banda interpreta um personagem que se diverte com Tony Kanal em uma festa rave. O clipe estreou o visual glam rock de Stefani e ganhou o prêmio de "Vídeo Mais Elegante" no VH1 - Vogue Fashion Awards de 1999.

## Desempenho nas Paradas Musicais
| Parada                             | Melhor posição |
| ---------------------------------- | -------------- |
| Australian Singles Chart           | 89             |
| UK Singles Chart                   | 30             |
| EUA Bubbling Under Hot 100 Singles | 23             |
| EUA Billboard Modern Rock          | 7              |